# Neocnemodon latitarsis
Neocnemodon latitarsis là một loài ruồi trong họ Ruồi giả ong (Syrphidae). Loài này được Egger mô tả khoa học đầu tiên năm 1865. Neocnemodon latitarsis phân bố ở vùng Cổ Bắc giới (Đan Mạch)